# 5261 يوريكا
5261 يوريكا أول طروادة مريخية تكتشف . تم اكتشافه من قبل ديفيد إتش. ليفي وهنري هولت عام في 20 يونيو 1990 في مرصد بالومار مدار 5261 يوريكا يتعقب النقطة L5 للمريخ على مسافة تتغير 0.3 وحدة فلكية خلال كل دورة.
المسافات الدنيا من الأرض، كوكب الزهرة، والمشتري، هي 0.5، 0.8، 3.5 وحدة فلكية، على التوالي.

## قمر طبيعي
في 28 نوفمبر 2011، تم العثور على قمر طبيعي للكويكب 5261 يوريكا. ولم تتم تسميتة بعد، وتعيينه المؤقت هو S/2011 (5261) 1 القمر لة قطر يقدر بحوالي 0.46 كم ومداراة على بعد 2.1 كم من يوريكا. وأعلن عن وجودة في أيلول / سبتمبر 2014.